# Gedeon Woyna-Orański
Gedeon Woyna Orański herbu Kościesza OSBM (ur. 1652, zm. 22 września 1709) – duchowny greckokatolicki.
Studiował filozofię w Alumnacie Papieskim w Wilnie w latach 1675-1678. W 1677 uzyskał stopień bakałarza z filozofii a w 1678 magistra teologii (oba tytuły w wileńskim kolegium). Studiował teologię w Kolegium Papieskim w Ołomuńcu od 1679 roku. Od 1693 ordynariusz chełmski.
Pochowany w katedrze chełmskiej.